# Așezarea paleolitică de la Boroșteni
Așezarea paleolitică de la Boroșteni este un sit arheologic aflat pe teritoriul satului Boroșteni; comuna Peștișani.

## Galerie

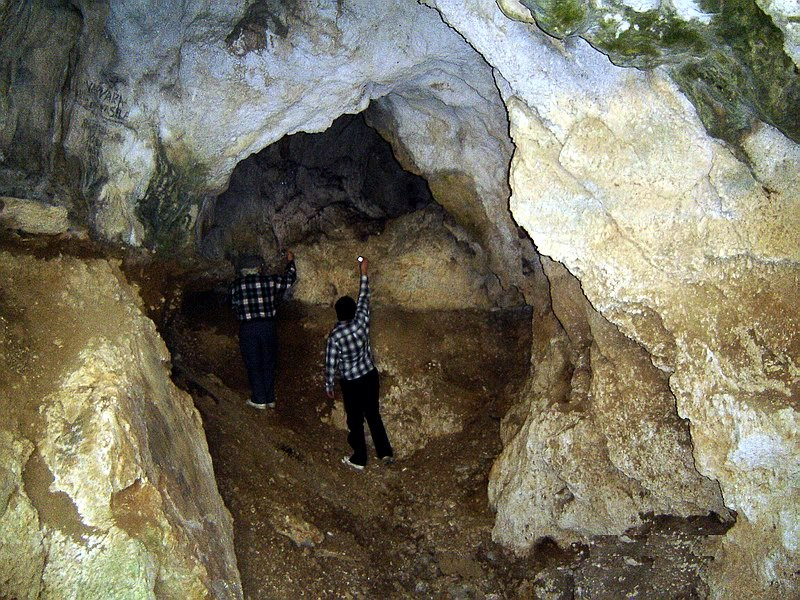
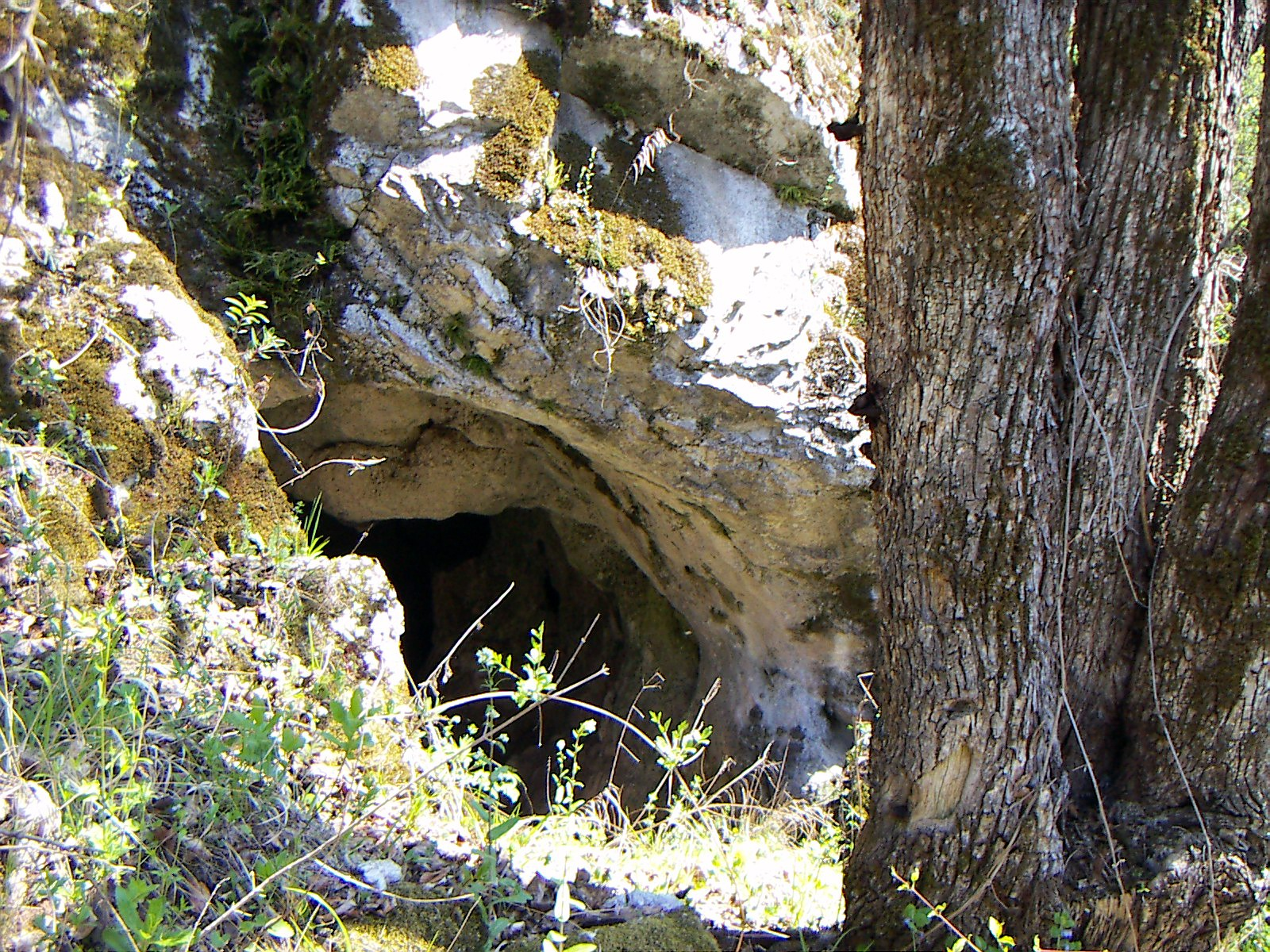
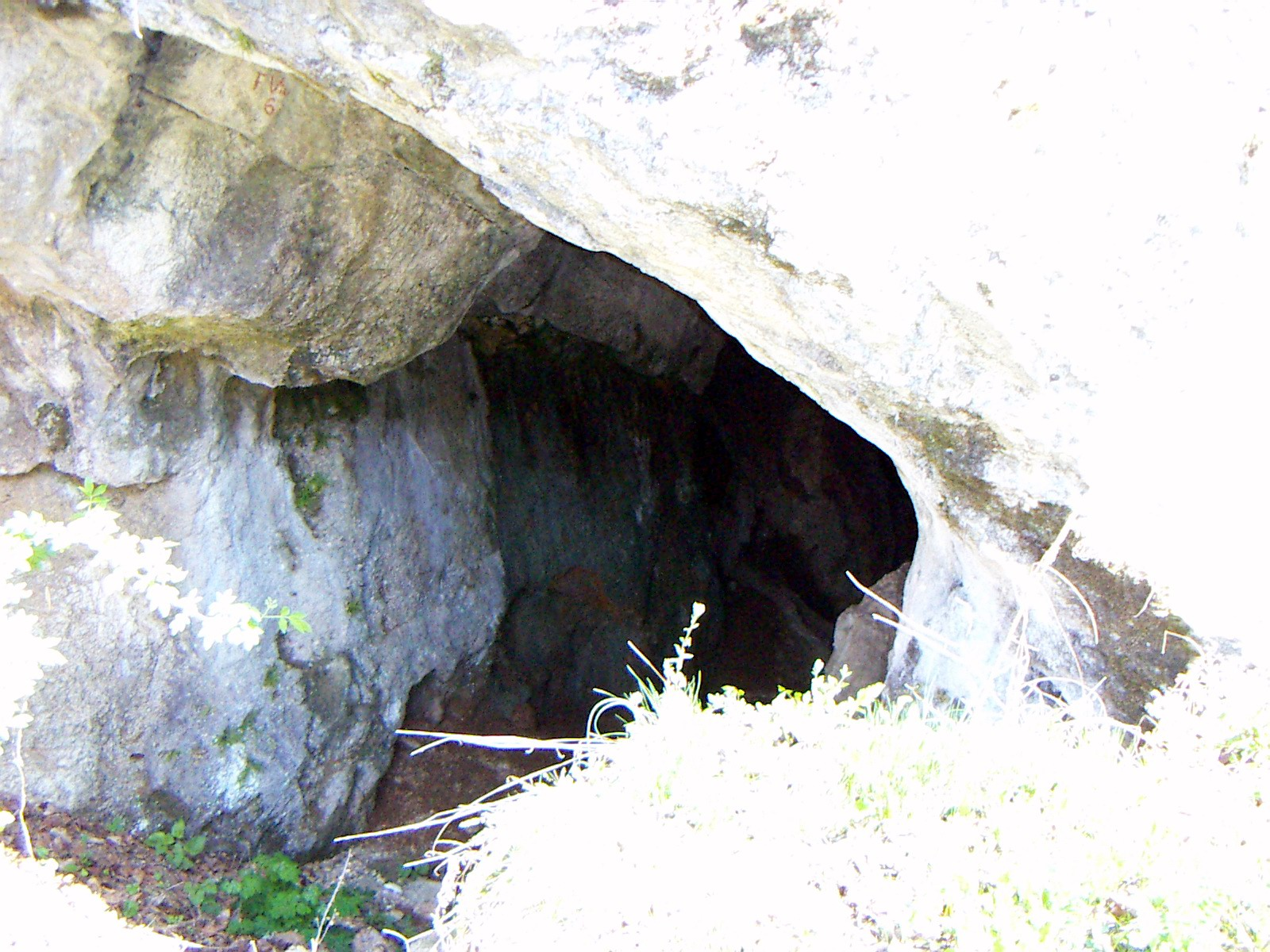
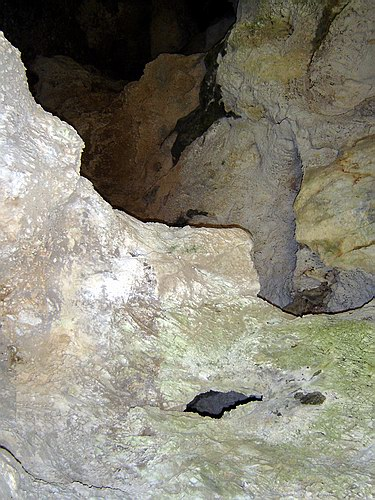
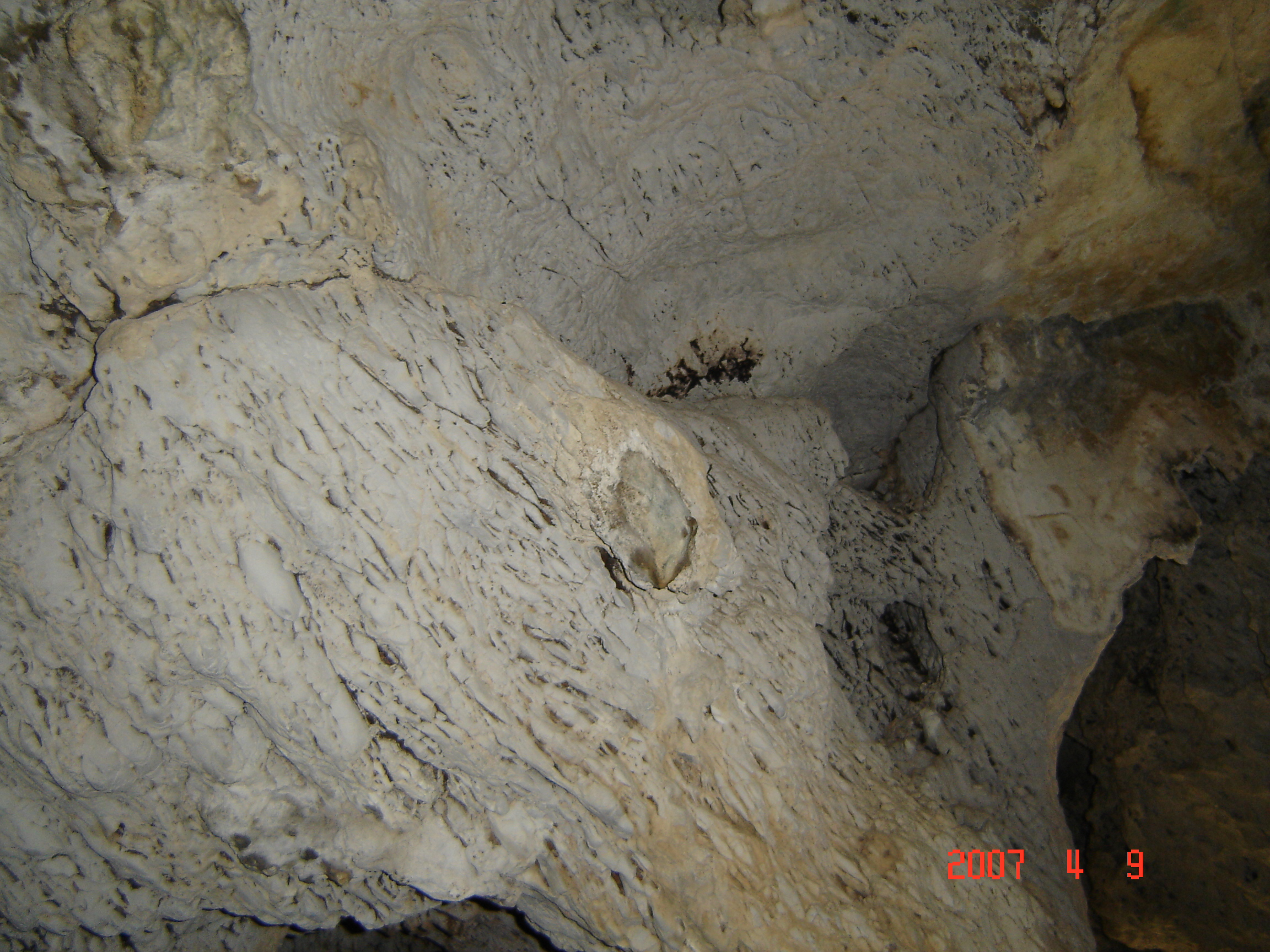
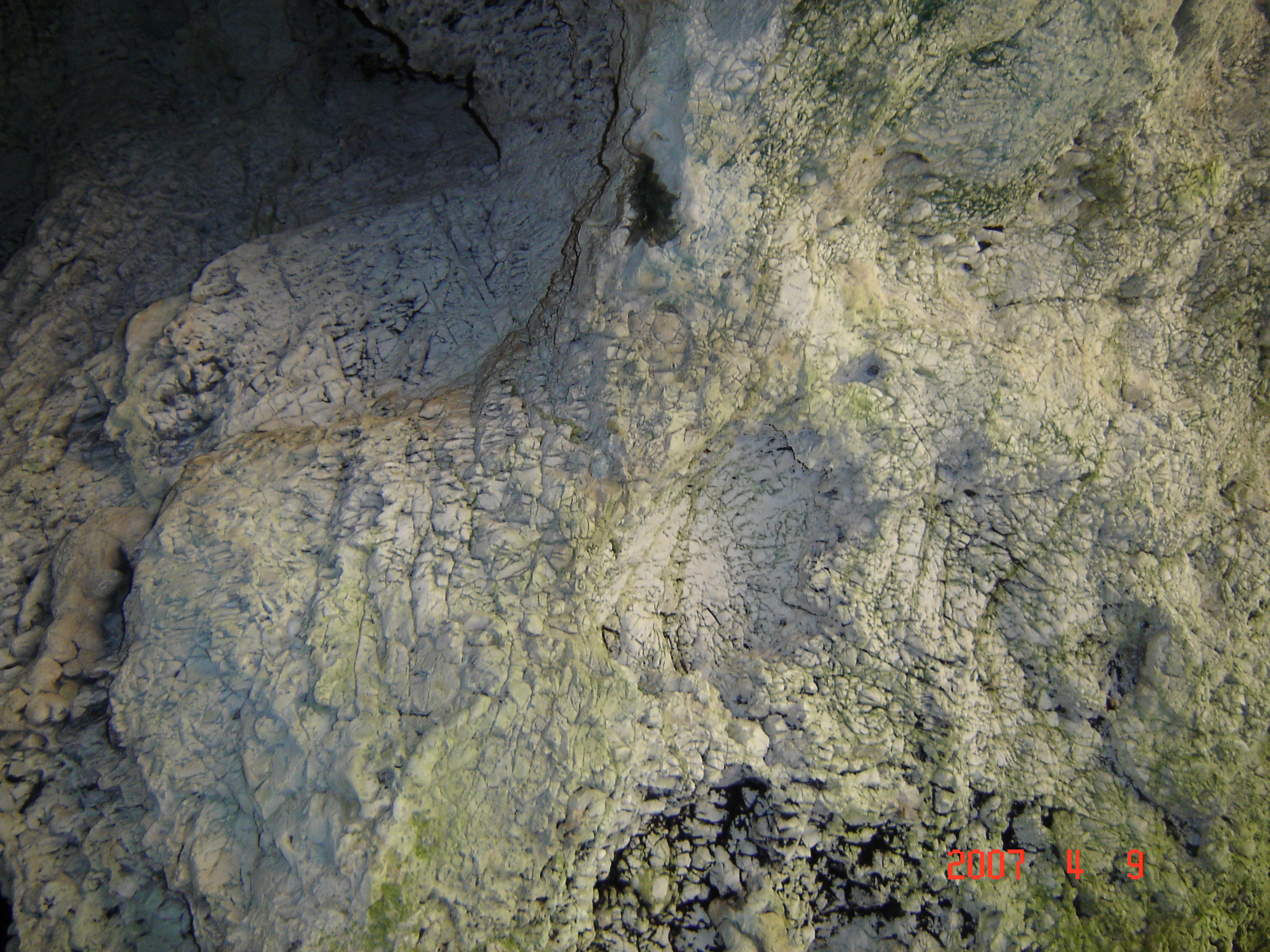
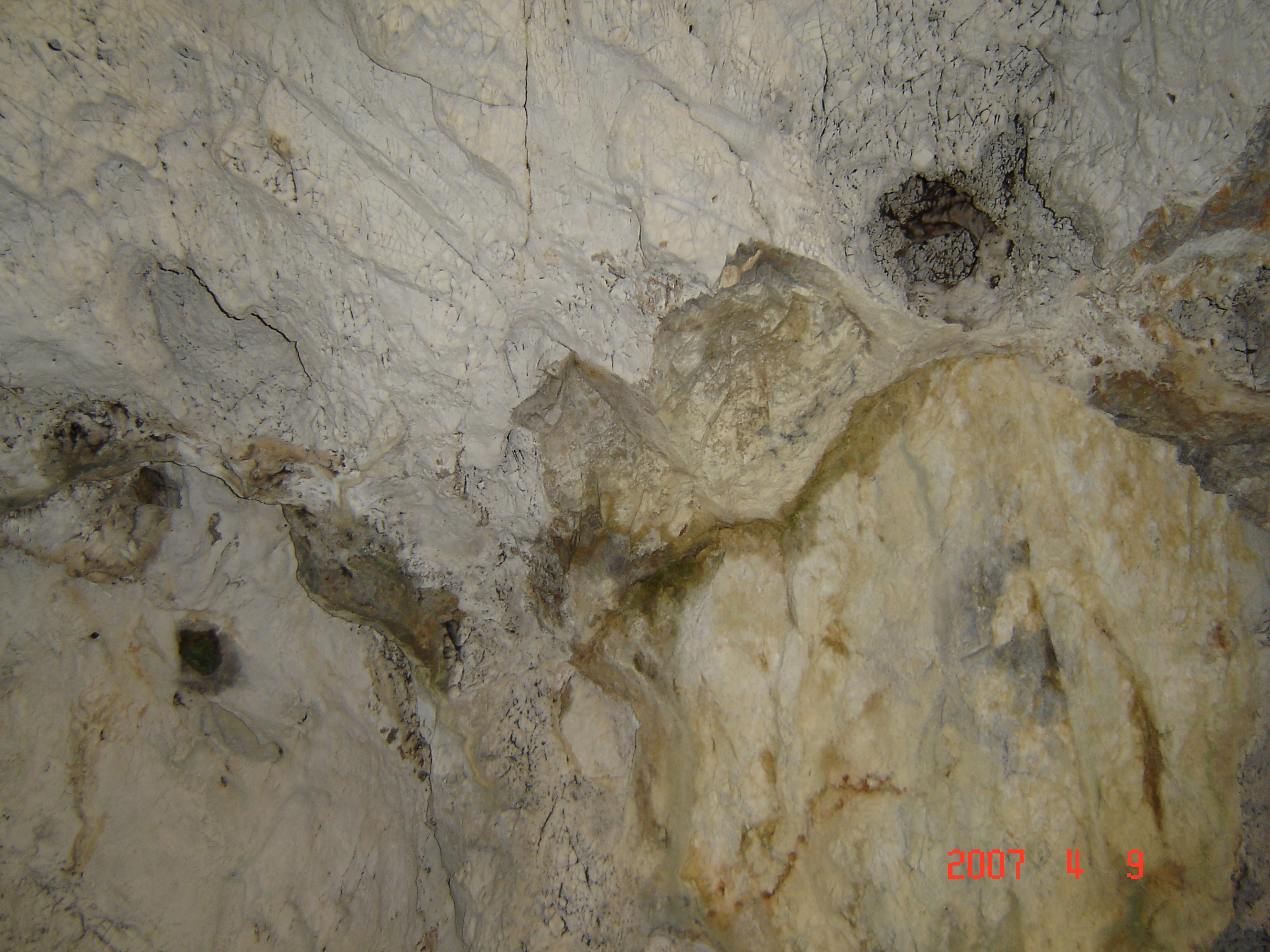
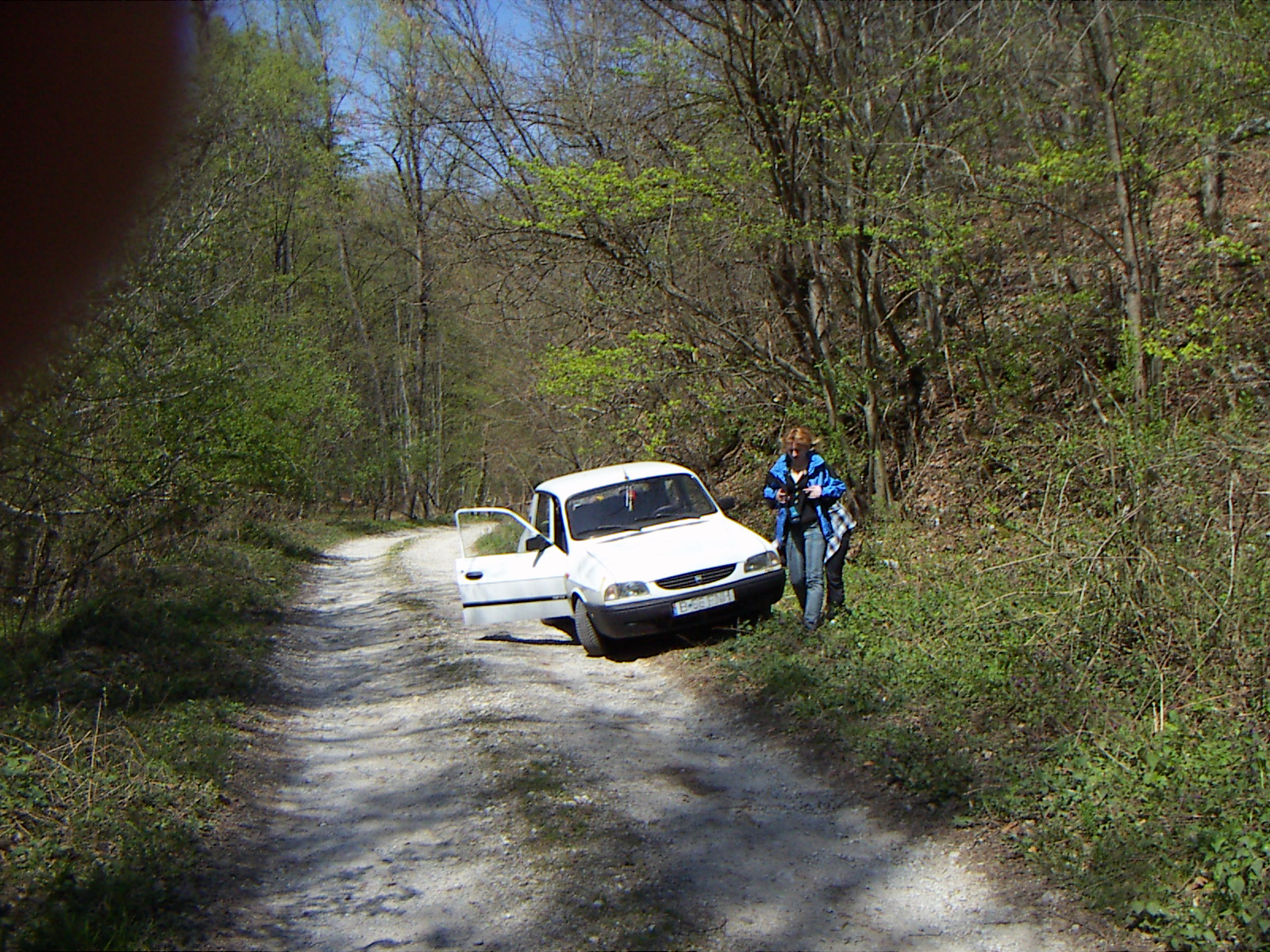